# Rudolf Batz
Rudolf Batz (10 de novembro de 1903 – 8 de fevereiro de 1961) foi um SS-Sturmbannführer. De 1 de julho até 4 de novembro de 1941, ele comandou o Einsatzkommando 2 e foi responsável pelo extermínio de milhares de judeus.